# تشارلز جورج
تشارلز جورج (بالإنجليزية: Charles George)‏ هو عسكري أمريكي، ولد في 23 أغسطس 1932 في Cherokee, North Carolina ‏ في الولايات المتحدة، وتوفي في 30 نوفمبر 1952 في كوريا في ممالك كوريا الثلاث.